# 貓鬚蘭
貓鬚蘭（学名：Peristylus calcaratus）为蘭科闊蕊蘭屬下的一个种。

## 扩展阅读
- 維基物種上的相關：貓鬚蘭